# آب‌انبار بی‌بی حسین‌خان
آب‌انبار بی‌بی حسین‌خان ، آب‌انباری است مربوط به دوره قاجار که در روستای بسطاق از توابع دهستان سه قلعه بخش سه قلعه شهرستان سرایان استان خراسان جنوبی واقع شده‌است. این آب انبار متعلق به حسین خان کلانتری برادر حاج یوسف خان کلانتری میباشد.
که حسین خان برای یاد بود مادرش این آب انبار را احداث کرده است و به همین دلیل به آب انبار بی بی حسین خان معروف است.
این اثر در تاریخ ۷ خرداد ۱۳۸۶ با شمارهٔ ثبت ١۶۴۶۶ به‌عنوان یکی از آثار ملی ایران به ثبت رسیده است.